# The Essential Foo Fighters
The Essential Foo Fighters es un álbum de grandes éxitos de la banda estadounidense Foo Fighters. Fue publicado el 28 de octubre de 2022 a través de Legacy Recordings. Es parte de la serie The Essential de Sony Music. Fue el primer lanzamiento de Foo Fighters después de la muerte del baterista de la banda, Taylor Hawkins, el 25 de marzo de 2022.

## Recepción de la crítica
En una reseña de la edición alemana de Rolling Stone, Kristina Baum le otorgó una calificación de 4 estrellas sobre 5 y afirmó que: “Con una nueva recopilación de éxitos que ahora lleva el nombre más modesto The Essential, queda claro en 2022 lo que ha sucedido en 13 años más de historia de la banda” y que en “12 a 15 años probablemente se podría lanzar otro Foo Fighters – Best of sin ningún problema”. Una reseña de Drew's Reviews indicó que: “Sospecho que The Essential Foo Fighters se venderá bien”, pero criticó que se omitieron algunas canciones del álbum: “En serio, ¿Cómo dejas fuera a «Congregation» de Sonic Highways? De hecho, nada de Sonic Highways. Extraño”. Drew's Reviews también señaló que falta la canción «Run» del álbum Concrete and Gold, que solo está representado por una canción, «The Sky Is a Neighborhood». Una reseña de AllMusic fue más positiva al afirmar que 13 años desde el último álbum Greatest Hits de la banda, Foo Fighters ha tenido cuatro álbumes top 10 adicionales que brindan una “parte justa” en The Essential Foo Fighters y que “el resultado final es que The Essential Foo Fighters termina siendo una composición más fuerte que su predecesora”.

## Rendimiento comercial
The Essential Foo Fighters debutó en el puesto número 10 en la lista de álbumes del Reino Unido. Debutó en el puesto número 42 en la lista Billboard 200 de Estados Unidos durante la semana del 12 de noviembre de 2022. El álbum también debutó en el puesto número 8 en la lista Top Rock Albums de Billboard. En Nueva Zelanda, The Essential Foo Fighters debutó en la posición número 7 durante la semana del 7 de noviembre de 2022.
El álbum fue certificado disco de plata por la British Phonographic Industry (BPI) el 28 de abril de 2023. The Essential Foo Fighters fue oficialmente certificado disco de oro por la Recorded Music NZ (RMNZ) el 2 de julio de 2023.

## Lista de canciones
Todas las canciones escritas y compuestas por Foo Fighters, excepto donde esta anotado. 
| Lado uno |                         |                                |          |  |
| N.º      | Título                  | Lanzamiento original           | Duración |  |
| 1.       | «Everlong» (Dave Grohl) | The Colour and the Shape, 1997 | 4:10     |  |
| 2.       | «Making a Fire»         | Medicine at Midnight, 2021     | 4:15     |  |
| 3.       | «Times Like These»      | One by One, 2002               | 4:27     |  |
| 4.       | «Rope»                  | Wasting Light, 2011            | 4:19     |  |
| 5.       | «Monkey Wrench»         | The Colour and the Shape, 1997 | 3:52     |  |

| Lado dos |                       |                                         |          |  |
| N.º      | Título                | Lanzamiento original                    | Duración |  |
| 1.       | «My Hero»             | The Colour and the Shape, 1997          | 4:20     |  |
| 2.       | «Cold Day in the Sun» | In Your Honor, 2005                     | 3:28     |  |
| 3.       | «Big Me» (Grohl)      | Foo Fighters, 1995                      | 2:12     |  |
| 4.       | «Long Road to Ruin»   | Echoes, Silence, Patience & Grace, 2007 | 3:46     |  |
| 5.       | «Shame Shame»         | Medicine at Midnight, 2021              | 4:17     |  |
| 6.       | «Best of You»         | In Your Honor, 2005                     | 4:16     |  |

| Lado tres |                          |                                         |          |  |
| N.º       | Título                   | Lanzamiento original                    | Duración |  |
| 1.        | «All My Life»            | One by One, 2002                        | 4:24     |  |
| 2.        | «The Pretender»          | Echoes, Silence, Patience & Grace, 2007 | 4:27     |  |
| 3.        | «This Is a Call» (Grohl) | Foo Fighters, 1995                      | 3:54     |  |
| 4.        | «Waiting on a War»       | Medicine at Midnight, 2021              | 4:13     |  |
| 5.        | «Walk»                   | Wasting Light, 2011                     | 4:17     |  |

| Lado cuatro |                               |                                     |          |  |
| N.º         | Título                        | Lanzamiento original                | Duración |  |
| 1.          | «Learn to Fly»                | There Is Nothing Left to Lose, 1999 | 3:56     |  |
| 2.          | «The Sky Is a Neighborhood»   | Concrete and Gold, 2017             | 4:05     |  |
| 3.          | «Breakout»                    | There Is Nothing Left to Lose, 1999 | 3:22     |  |
| 4.          | «These Days»                  | Wasting Light, 2011                 | 4:58     |  |
| 5.          | «Everlong» (acoustic version) | Greatest Hits, 2009                 | 4:12     |  |

## Créditos y personal
Créditos adaptados desde las notas de álbum de The Essential Foo Fighters.
Foo Fighters
- Dave Grohl – voz principal, guitarras, batería, guitarra bajo
- Pat Smear – guitarra
- Chris Shiflett – guitarra, coros
- Nate Mendel – guitarra bajo
- Taylor Hawkins – batería, cencerro, voz principal y guitarra rítmica (7), coros
- Rami Jaffee – teclados, piano

## Posicionamiento
| Gráfica (2022)                                           | Pico de posición |
| -------------------------------------------------------- | ---------------- |
| Alemania (Offizielle Top 100)                            | 20               |
| Australia (ARIA Charts)                                  | 5                |
| Austria (Ö3 Austria Top 40)                              | 19               |
| Bélgica (Flandes) (Ultratop 200 Albums)                  | 24               |
| Bélgica (Valonia) (Ultratop 200 Albums)                  | 101              |
| Canadá (Billboard Canadian Albums)                       | 43               |
| Escocia (Scottish Albums Chart)                          | 8                |
| España (PROMUSICAE)                                      | 29               |
| Estados Unidos (Billboard 200)                           | 42               |
| Estados Unidos (Billboard Top Alternative Albums)        | 4                |
| Estados Unidos (Billboard Top Current Album Sales)       | 7                |
| Estados Unidos (Billboard Top Hard Rocks Albums)         | 2                |
| Estados Unidos (Billboard Top Rock Albums)               | 8                |
| Estados Unidos (Billboard Top Rock & Alternative Albums) | 9                |
| Estados Unidos (Billboard Vinyl Albums)                  | 7                |
| Irlanda (Irish Albums Chart)                             | 19               |
| Nueva Zelanda (Recorded Music NZ)                        | 7                |
| Países Bajos (Album Top 100)                             | 88               |
| Portugal (AFP)                                           | 9                |
| Reino Unido (UK Albums Chart)                            | 10               |
| Reino Unido (UK Albums Sales Chart)                      | 8                |
| Reino Unido (UK Record Store Chart)                      | 16               |
| Reino Unido (UK Rock & Metal Albums Chart)               | 2                |
| Reino Unido (UK Vinyl Albums Chart)                      | 5                |
| Suiza (Schweizer Hitparade)                              | 37               |

## Certificaciones y ventas
| País                 | Certificación | Ventas |
| -------------------- | ------------- | ------ |
| Nueva Zelanda (RMNZ) | Oro           | 7,500  |
| Reino Unido (BPI)    | Plata         | 60,000 |